# プルートの誕生日
『プルートの誕生日』（プルートのたんじょうび)、『プルートの誕生祝い』（プルートのたんじょういわい）、『プルートの誕生祝』（プルートのたんじょういわい、原題：Pluto's Party）は、ウォルト・ディズニー・プロダクション（現：ウォルト・ディズニー・カンパニー）が製作した1952年9月19日公開のアニメーション短編映画作品。ミッキーマウスの短編映画シリーズの一作品である。

## あらすじ
今日はプルートの誕生日。ミッキーは自宅に子供たちを呼んで、盛大なパーティーの準備中。一方で主役のプルートは大きな誕生日ケーキにパーティー開始が待ち遠しい。いやいやながらも体を洗い、きれいになった所へようやく招いていた子供たちがやって来る。しかしやんちゃでいたずら好きな子供たちはプルートを散々からかい振り回したあげく、誕生日ケーキを瞬く間に平らげてさっさと帰ってしまった。
自分が主役のはずなのに、自分の取り分のケーキまで子供たちに取られろくな祝われ方をされなかったことにプルートは怒り心頭。やけになってテーブルの上のものを投げ飛ばし始める。と、そこへ蝋燭1本を立てたケーキ一切れを笑顔で差し出すミッキーの姿が。ミッキーはこうなることを予測して予めプルートの分を別に用意し取り置きしてくれていたのだ。ミッキーの優しさにプルートは歓喜し、ケーキを頬張りながらミッキーの顔を舐めるのだった。

## 声の出演
| キャラクター   | 原語版               | ポニー・ バンダイ版 | BVHE旧版     | BVHE新版          |
| -------------- | -------------------- | ------------------- | ------------ | ----------------- |
| ミッキーマウス | ジム・マクドナルド   | 後藤真寿美          | 納谷六朗     | 青柳隆志          |
| プルート       | ピント・コルヴィッグ | 原語音声流用        | 原語音声流用 | 原語音声流用      |
| 子供たち       | ?                    | -                   | -            | 麻見順子 種田文子 |

## スタッフ
| 製作           | ウォルト・ディズニー、ロイ・O・ディズニー  |
| 脚本           | ビル・バーグ、レオ・サルキン               |
| 音楽           | オリバー・ウォレス                         |
| 作画監督       | ノーム・ファーガソン                       |
| レイアウト     | ランス・ノリー                             |
| 原画           | フレッド・ムーア、マーヴィン・ウッドワード |
| エフェクト原画 | ブレイン・ギブソン                         |
| 監督           | ミルト・シェーファー                       |
| 制作           | ウォルト・ディズニー・プロダクション       |